# آناستازیا باریشنیکووا
آناستازیا باریشنیکووا (روسی: Анастасия Владимировна Барышникова؛ زادهٔ ۱۹ دسامبر ۱۹۹۰) ورزشکار تکواندو اهل روسیه است.
وی در مسابقات کشوری و بین‌المللی در مجموع برندهٔ ۶ مدال طلا، ۱ مدال نقره و ۵ مدال برنز شده‌است.